# Pareiorhaphis vestigipinnis
Pareiorhaphis vestigipinnis är en fiskart som först beskrevs av Pereira och Roberto Esser dos Reis 1992.  Pareiorhaphis vestigipinnis ingår i släktet Pareiorhaphis och familjen Loricariidae. Inga underarter finns listade i Catalogue of Life.